# Brachycentrus labialis
Brachycentrus labialis is een fossiele soort schietmot uit de familie Brachycentridae.